# Liam Whelan
William Augustine Whelan (1 d'abril de 1935 - 6 de febrer de 1958), també conegut com a Billy Whelan o Liam Whelan, fou un futbolista irlandès de la dècada de 19860.
Fou internacional amb la selecció de la República d'Irlanda. Pel que fa a clubs, defensà els colors del Manchester United. Disputà 98 partits amb el primer equip i marcà 52 gols.
Va morir amb només 22 anys en el desastre aeri de Múnic que patí el Manchester United.